# Halldór Ásgrímsson
Halldór Ásgrímsson (n. 8 septembrie 1947, Vopnafjörður⁠(d), Eastern Region⁠(d), Islanda – d. 18 mai 2015, Reykjavík, Islanda) a fost un prim ministru al Islandei. Lider al Partidului Progresiv din 1994, Ásgrímsson a preluat funcția de prim ministru al țării sale în 15 septembrie 2004, de la conducătorul Partidului Independenței, Davíð Oddsson, care a deținut această funcție pentru o perioadă de timp ce constituie un record în istoria politică a Islandei, treisprezece ani.
În ziua de luni, 5 iunie 2006, ca urmare a rezultatelor modeste obținute în alegerile municipale, Halldór Ásgrímsson a anunțat demisia sa din funcția de prim ministru al Islandei, dar a declarat că își va menține locul din parlamentul islandez, Althing. Cu aceeași ocazie, fostul șef al executivului a anunțat intenția sa de a demisiona într-un viitor apropiat din funcția de lider al partidului său, Partidul Progresiv, .
Halldór Ásgrímsson deține un bachelor degree obținut la Colegiul Cooperativ al Islandei, devenind un certified public accountant în 1970. Ulterior, și-a completat studiile de comerț la Universitatea din Bergen și la Universitatea din Copenhaga, profesând ca lector la Universitatea Islandei între 1973 și 1975.
Ásgrímsson a reprezentat electoratul din estul republicii insulare în parlamentul acesteia, Alþingi de două ori, prima dată între 1974 și 1978, iar a doua oară între 1979 și 2003. După ce a fost ales să reprezinte electoratul din nordul capitalei Islandei, Reykjavík, în 2003, Ásgrímsson a rămas în parlament până în prezent în aceeași poziție parlamentară.
De-a lungul anilor politicianul islandez a servit ca ministru a diferite ministere, așa cum ar fi Ministerul Pescuitului (între 1983 și 1991), Ministerul Justiției și al Afacerile Ecleziastice (între 1988 și 1989), Ministerul Cooperării Nordice (între 1985 și 1987, respectiv între 1995 și 1999) și Ministerul Afacerilor Externe (între 1995 și 2004).